# Tautacism
Tautacism är en ful ljudlikhet mellan närstående ord eller stavelser, till exempel i den från Fliegende Blätter härstammande anekdoten om den tyske vigselförrättaren, som utlåter sig: "du der du die da und du die du den da zu Ehegatten nehmst" eller den svenska satsen: "knappen kan knappast knäppas knotar Knut".